# Цеку
Цеку (тзуку) — мова етнічної групи тибетців цеку. Належить до тибетської групи бодських мов. Деякі дослідники вважають її близькою до камської тибетської мови. Цією мовою користуються в Тибетському автономному районі Китаю, а також, за даними деяких джерел, в Непалі та Бутані.
Кількість носіїв — близько 19 000 осіб. Мова активно використовується в повсякденному спілкуванні, але не має писемності.